# Xestia exoleta
Xestia exoleta är en fjärilsart som beskrevs av John Henry Leech 1900. Xestia exoleta ingår i släktet Xestia och familjen nattflyn. Inga underarter finns listade i Catalogue of Life.